# La città che scotta
La città che scotta (FBI Girl) è un film del 1951 diretto da William Berke.

## Trama
Un governatore che intende candidarsi al Senato degli Stati Uniti ha un passato segreto che potrebbe rivelarsi dannoso per le sue aspirazioni politiche: è un assassino condannato , e questo verrà alla luce se l'FBI effettuerà le indagini su di lui. Un boss della mafia gli aiuta, rivolgendo ad un impiegato per prendere un fascicolo incriminante del quartier generale dell'FBI, che viene ucciso. Due agenti dell'FBI Glen Standon e Jeff Donley che indagano sul suo omicidio iniziano a pensare che qualcosa non sia del tutto corretto.